# Zainab Fauwāz

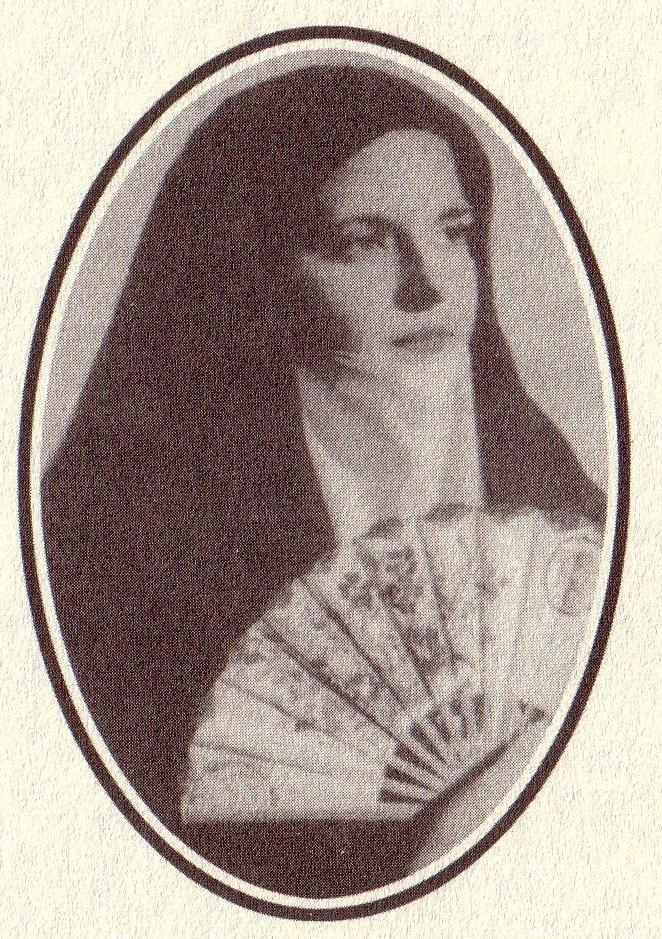
Zainab Fauwāz, Zuordnung und Bildquelle unsicher

Zainab Fauwāz (arabisch زينب فواز; * 1850–1860 in Tebnine, Libanon; † 1914 in Beirut) war eine bahnbrechende libanesische und schiitische Romanautorin, Dramatikerin, Dichterin und Biografin berühmter Frauen. Ihr Roman Husn al-ʿAwāqib au Ghādat az-Zāhira (Das glückliche Ende, 1899) gilt als der erste von einer Frau geschriebene Roman in arabischer Sprache. Ihr Theaterstück al-Hawā wa-l-Wafāʾ (Liebe und Treue, 1893) ist das erste von einer Frau geschriebene Theaterstück in arabischer Sprache.

## Leben
Über Zainabs frühes Leben ist nur wenig bekannt, und die Berichte gehen auseinander: Joseph Zeidan fasst den Stand wie folgt zusammen:

“Zaynab Fawwāz represents a unique phenomenon among the pioneering women writers. Zaynab was not from an elite, city family; rather, she was born to a poor, obscure, and illiterate Shiite family in the village of Tabnīn in southern Lebanon. Most sources agree that when she was young, Fawwaāz served as a maid at the palace of ʿAlī Bey al-Asʿad al-Ṣaghīr. Her work at the palace proved to be of great benefit to her; it gave her the chance to associate with Fāṭimah al-Khalīl, the prince’s wife, who was a poet. Fāṭimah al-Khalīl recognized Zaynab Fawwāz's intellectual potential and began to tutor her.”

„Zainab Fauwāz stellt ein einzigartiges Phänomen unter den Pionierinnen der Literatur dar. Zainab stammte nicht aus einer elitären, städtischen Familie, sondern wurde in eine arme, obskure und ungebildete schiitische Familie im Dorf Tabnīn im Südlibanon geboren. Die meisten Quellen stimmen darin überein, dass Fauwāz in ihrer Jugend als Dienstmädchen im Palast von ʿAlī Bey al-Asʿad aṣ-Ṣaghīr diente. Ihre Arbeit im Palast erwies sich als sehr vorteilhaft für sie, da sie dort die Gelegenheit hatte, mit Fāṭimah al-Khalīl, der Frau des Prinzen, die eine Dichterin war, zu verkehren. Fāṭimah al-Khalīl erkannte das intellektuelle Potenzial von Zainab Fauwāz und begann, sie zu unterrichten.“

Während ihres Aufenthalts bei al-Asʿad heiratete Zainab einen der Hausangestellten. Die beiden ließen sich jedoch später aus ungeklärten Gründen scheiden.
Später zog Zainab Fauwāz nach Alexandria, Ägypten, wo sie Schülerin des Dichters und Eigentümers der Zeitschrift al-Nile, Hasan Husnī Pascha at-Tuwayrānī, wurde. Unter seiner Anleitung begann sie, unter dem Pseudonym Durrat asch-Scharq („Perle des Ostens“) Artikel über soziale Themen zu schreiben, die Frauen betrafen. Sie forderte Gleichheit von Frauen und Männern und verteidigte die menschliche Würde und die Rechte der Frauen und war somit eine frühe Vertreterin von Frauenrechten in Ägypten. In einem Beitrag unter dem Titel Fair and Equal Treatment schrieb sie, dass es im islamischen Recht keinen Hinweis darauf gäbe, Frauen die Teilnahme am öffentlichen Leben zu verbieten.
Mit ihrem zweiten Ehemann, dem Schriftsteller Adīb Nazmī al-Dimaschqī, gründete Zainab Fauwāz in Damaskus einen literarischen Salon. Da sie den Niqab trug und nicht mit den männlichen Teilnehmern zusammensitzen konnte, saß sie in einem anderen Raum des Hauses und leitete die Diskussion, wobei ihr Ehemann als Bote für sie und ihre Gäste fungierte.
Neben ihrer journalistischen Tätigkeit ist Zainab Fauwāz vor allem für ihr Kitāb ad-Durr al-Manthūr fī Tabaqāt Rabbāt al-Chudūr („Verstreute Perlen aus dem Leben der Haremsbewohnerinnen“, 1894–95) bekannt, ein großformatiges, 552 Seiten umfassendes biografisches Lexikon über 456 Frauen und ihre Leistungen. Marilyn Booth (Universität Oxford) verfasste 2015 eine Monographie zu diesem Werk. Von Booth ist auch eine Übersetzung einer der Frauenbiografien in englischer Sprache online verfügbar.
Zainab Fauwāz schrieb zudem zwei Romane und ein Theaterstück, die ersten von einer Frau in arabischer Sprache geschriebenen Stücke.